# Piroblatta bicoloripes
Piroblatta bicoloripes är en kackerlacksart som beskrevs av Lucien Chopard 1952. Piroblatta bicoloripes ingår i släktet Piroblatta och familjen småkackerlackor.
Artens utbredningsområde är Madagaskar. Inga underarter finns listade i Catalogue of Life.